# Pseudoregma alexanderi
Pseudoregma alexanderi är en insektsart som först beskrevs av Takahashi, R. 1924.  Pseudoregma alexanderi ingår i släktet Pseudoregma och familjen långrörsbladlöss. Inga underarter finns listade i Catalogue of Life.